# باد نورث
باد نورث (بالإنجليزية: bad north)‏ هي لعبة فيديو من نوع ستراتيجية الوقت الحقيقي، طوّرها استديو بلازبول كونسيبت (استوديو ألعاب في مالمو بالسويد، أسساه أوسكار ستالبرغ وريتشارد ميريديث) ونشرتها شركة راو فيوري. تم إصدار اللعبة في 20 أغسطس 2018 لجهاز نينتندو سويتش، ثم لجهازي بلاي ستيشن ٤ وإكس بوكس ون في 28 أغسطس. تم إصدار نسخة مايكروسوفت ويندوز في 16 أكتوبر 2018. تبعتها إصدارات للأندرويد وآي أو إس في 16 أكتوبر 2019.

## طريقة اللعب
تركز لعبة باد نورث على اللعب  استراتيجية في الوقت الحقيقي. وتتمثل الأهداف الرئيسية في الدفاع عن مملكة اللاعب من غزاة الفايكنج المهاجمين الذين قتلوا الملك وإرشاد سكان الجزيرة لإخلائها. تنقسم الجزر التي تم إنشاؤها بالتوليد الإجرائي إلى مربعات متعددة وبها منازل يهاجمها الفايكنج من أي زاوية، لذا يجب أن تكون استراتيجية اللاعب مخططة جيدًا للحصول على فرصة إنقاذ الناس من العدو عن طريق حماية المنازل. يقوم غزاة الفايكنج برمي المشاعل على المنازل، وإذا احترقت بالكامل فلن يكسب اللاعب عملات معدنية لتلك المنازل. العملات المعدنية ضرورية للحصول على ترقيات للوحدات ورفع مستوى دفاعات القادة. يمكن للاعب أيضًا التقاط العناصر (ممثلة بعلامات استفهام في الخريطة) وإضافة قادة جدد إلى الجيش. 
تقدم اللعبة خيارات الصعوبة السهلة والعادية والصعبة، ويمكن فتح خيار "صعب للغاية" عن طريق إكمال اللعبة على صعوبة (صعبة). تم إصدار توسعة مجانية بعنوان "إصدار جوتون" في يوليو 2019. 

## تقاييم اللعبة
تلقت لعبة باد نورث "تقييمات متضاربة أو متوسطة" وفقًا لموقع ميتاكريتيك، ورُشحت اللعبة لجائزة "أفضل لعبة إستراتيجية/محاكاة للعام" في حفل توزيع جوائز D.I.C.E السنوي في النسخة الثانية والعشرين.